# پرابهاکارا
پرابهاکارا (به انگلیسی: Prabhākara) حکیمی که در قرن ششم میلادی می‌زیسته‌است.سنت هندو به «پرابهارکا» عنوان مرشد بزرگ (Guru) را بخشیده‌است. وی در تکامل «میمامسا» (می مانسا) و ارتقاء آن به دیدگاه فلسفی کوشیده‌است.

## میمامسا
می مانسا یکی از مهمترین مباحث فلسفهٔ هندی را که مبحث شناخت است در مرکز توجه خود قرار داده‌است.

## آثار
دو تفسیری که وی بر رسالهٔ «شابارا»(Śabara) انشاء کرده‌است. یکی به «بریهاتی» (Bṛhatī) و دیگری به «لاگوی» (laghvi)

## عدم شناخت
روش پرابهاکارا دربارهٔ شناخت، عملی است و مبحث شناخت غلط یا نادرست یکسره نفی شده‌است.
فرضیهٔ تکوین شناخت لفظی را «پرابهاکارا» ابداع کرده‌است.